# TT295

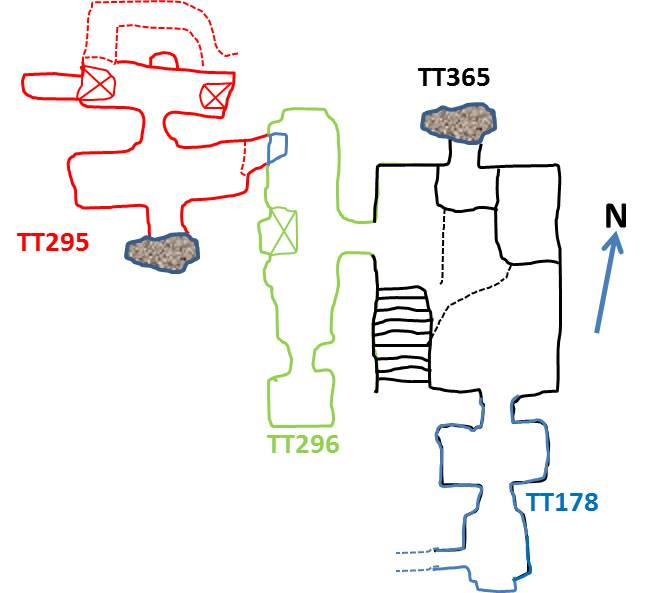
Posizioni reciproche delle tombe TT295, TT296, TT178 e TT365

TT295 (Theban Tomb 295) è la sigla che identifica una delle Tombe dei Nobili ubicate nell'area della cosiddetta Necropoli Tebana, sulla sponda occidentale del Nilo dinanzi alla città di Luxor, in Egitto. Destinata a sepolture di nobili e funzionari connessi alle case regnanti, specie del Nuovo Regno, l'area venne sfruttata, come necropoli, fin dall'Antico Regno e, successivamente, sino al periodo Saitico (con la XXVI dinastia) e Tolemaico.

## Titolare
TT295 era la tomba di:
| Titolare                      | Titolo                                                                                        | Necropoli | Dinastia/Periodo                                     | Note |
| ----------------------------- | --------------------------------------------------------------------------------------------- | --------- | ---------------------------------------------------- | ---- |
| Djehutymes, detto anche Paroy | Capo dei segreti del petto di Anubi, Prete sem nella Casa delle imbalsamazioni, Imbalsamatore | El-Khokha | XVIII dinastia (da Thutmosi IV ad Amenhotep III -?-) |      |

## Biografia
Djehutymes, detto anche Paroy, ricopriva molteplici incarichi, alcuni anche di tipo onorifico; tra gli altri: "Prete sem nel luogo dell'imbalsamazione", "Scriba", "Grande amico e Portatore del sigillo del Signore del Basso Egitto", "Scriba reale di ...".
Sennetjer, Prete sem nella Casa dell'imbalsamazione, fu suo padre mentre Senemiahbet, Signora della Casa, fu sua madre. Due sono le mogli citate, Neferetiry, citata più volte nelle decorazioni, e Renenutet, cui se ne aggiungono altre due, Thepi e Isis e due fanciulli, verosimilmente due figli, Huy e Henutwedjheb.

## La tomba
La tomba venne scoperta nel 1915 da Robert Mond, ma poi se ne persero le tracce fino al 1976 quando venne riscoperta da El Sayed A. Hegazy. Si entra nella TT295 da uno stretto e ripido passaggio aperto all'estremità della parete ovest della TT296; non si tratta dell'ingresso originario, né di un tentativo di saccheggio, ma di un'apertura praticata in fase di riuso della tomba. La tomba è costituita da due sale, di cui solo una decorata. Un passaggio nella parete nord adduce a una camera laterale priva di decorazioni in cui si aprono due pozzi verticali verosimilmente adducenti alla camera funeraria, nonché un'altra serie di corridoi in cui si apre un altro pozzo verticale.
L'unica sala decorata è lunga 4,33 m e larga 1,86 m, con un'altezza che varia tra 1,80 e 2 m. Le pareti sono ricoperte da un impasto di fango e paglia tritata ricoperte da un intonaco bianco. Nonostante le scene parietali siano molto danneggiate, sono visibili alcune decorazioni complete dai colori molto vividi, specialmente per il blu, colore particolarmente costoso, tuttavia qui molto impiegato. Molti dei visi rappresentati nella tomba vennero deliberatamente abrasi in periodo amarniano; un tentativo di restauro venne eseguito in epoca ramesside quando la TT295 venne riutilizzata e si iniziò a scavare, nell'angolo di nord-est, un pozzo che, tuttavia, non andò oltre i 50 cm di profondità. 
Per quanto attiene alle rappresentazioni parietali superstiti: su due registri sovrapposti (1 in planimetria), una figlia e il figlio Huy offrono mazzi di fiori al defunto a alla moglie Neferetiry; Huy, una figlia e un uomo offrono mazzi di fiori ad Amon, al defunto e alla dea Renenet. Sul lato corto (2) una stele dipinta: in alto il defunto con un figlio e una moglie (?) adorano Osiride offrendo mazzi di fiori; ai lati erano riportati nomi oggi persi; un uomo offre fiori al defunto e alla moglie Neferetiry. Su altra parete (3). in due registri, un uomo (?) e parenti del defunto con offerte e liste di offerte in presenza dei genitori del defunto mentre, in una doppia scena, un uomo offre libagioni a una coppia seduta. Sulla parete opposta (4), in due registri, il defunto (?), accompagnato da un bambino, in offertorio ai genitori e il defunto offre libagioni su un braciere; poco oltre (5) su tre registri il defunto, seguito da un uomo che reca mazzi di fiori, da due donne, e da una fanciulla di nome Yewia (una figlia?), adora Osiride a sua volta affiancato da due donne; in altra scena due file di scene di riti sulla mummia nonché liste di offerte. Su altra parete (6), in due scene, il defunto e la moglie Neferetiry, assisi, sono purificati da un prete (?) e da un figlio (?). Il soffitto è suddiviso in tre sezioni: file di rosette, preghiere a Osiride, Anubi e Hathor e file di fiori di loto sbocciati.

### Annotazioni
1. ↑  La numerazione dei locali e delle pareti segue quella di Porter e Moss 1927, p. 334. La planimetria della TT295 è riportata in colore azzurro
2. ↑  La prima numerazione delle tombe, dalla numero 1 alla 252, risale al 1913 con l'edizione del "Topographical Catalogue of the Private Tombs of Thebes" di Alan Gardiner e Arthur Weigall. Le tombe erano numerate in ordine di scoperta e non geografico; ugualmente in ordine cronologico di scoperta sono le tombe dalla 253 in poi.
3. ↑  I campi della Duat, ovvero l'aldilà egizio, si trovavano, secondo le credenze, proprio sulla riva occidentale del grande fiume.
4. ↑  Nella sua epoca di utilizzo, l'area era nota come "Quella di fronte al suo Signore" (con riferimento alla riva orientale, dove si trovavano le strutture dei Palazzi di residenza dei re e i templi dei principali dei) o, più semplicemente, "Occidente di Tebe".
5. ↑  le Tombe dei Nobili, benché raggruppate in un'unica area, sono di fatto distribuite su più necropoli distinte.
6. ↑  Le note, sovente di inquadramento topografico della tomba, sono tratte, fino alla TT252, dal "Topographical Catalogue" di Gardiner e Weigall, ed. 1913 e fanno perciò riferimento alla situazione dell'epoca.
7. ↑  Il "sem" era il prete, o l'erede, cui competeva la cerimonia di apertura della bocca per consentire al defunto di vivere pienamente della Duat.
8. ↑  Nell'Antico Egitto il blu era considerato il colore dell'introspezione e dell'infinito, era anche la tinta della pelle del dio Amon. Per ottenere una tinta blu, era necessario mescolare olio di lino e polvere di lapislazzulo; questo procedimento rendeva il blu il colore più costoso in assoluto.

### Fonti
1. ↑  Gardiner e Weigall 1913.
2. ↑  Donadoni 1999,  p. 115.
3. ↑  Porter e Moss 1927, p. 376.
4. ↑  Porter e Moss 1927,  p. 376.
5. 1 2  (EN) La tomba TT295 di Djehutymes:, su osirisnet.net. URL consultato il 03.10.2018.
6. ↑  Porter e Moss 1927,  p. 377.